# Landtags- und Gemeinderatswahl in Wien 1932
- SDAP: 66
- CS: 19
- NSDAP: 15

Die Landtags- und Gemeinderatswahl in Wien 1932 fand am 24. April 1932 statt. Es war die letzte Landtagswahl im Bundesland Wien in der Ersten Republik. In dem auf 100 Mandate reduzierten Gemeinderat erreichte die Sozialdemokratische Arbeiterpartei (SDAP) mit 66 Mandaten die absolute Mehrheit. Die Christlichsoziale Partei (CS), die bei der letzten Wahl 1927 unter anderem mit der Großdeutschen Volkspartei als Einheitsliste angetreten war, konnte trotz Verlusten mit 19 Mandaten den zweiten Platz vor der Nationalsozialistischen Deutschen Arbeiterpartei (NSDAP), die 15 Mandate erzielte, halten. Die NSDAP erhielt mehr als sieben Mal so viele Stimmen wie bei der Nationalratswahl 1930 in Wien.
Der Wiener Landtag und Gemeinderat der 4. Wahlperiode konstituierte sich am 24. Mai 1932. Der bisherige Bürgermeister Karl Seitz wurde von den Abgeordneten der SDAP wiedergewählt.

## Ergebnisse
|                                                        | Ergebnisse 1932 | Ergebnisse 1932 | Ergebnisse 1932 |
| ------------------------------------------------------ | --------------- | --------------- | --------------- |
| Wahlberechtigte                                        | 1.302.563       | 1.302.563       | 1.302.563       |
| Wahlbeteiligung                                        | 89,5 %          | 89,5 %          | 89,5 %          |
|                                                        | Stimmen         | %               | Mand.           |
| Sozialdemokratische Arbeiterpartei (SDAP)              | 683.295         | 59,0 %          | 66              |
| Christlichsoziale Partei (CS)                          | 233.539         | 20,2 %          | 19              |
| Nationalsozialistische Deutsche Arbeiterpartei (NSDAP) | 201.411         | 17,4 %          | 15              |
| Kommunistische Partei Österreichs (KPÖ)                | 21.813          | 1,9 %           | —               |

## Zugewinne der NSDAP
Im Vergleich zur Nationalratswahl 1930 in Wien wanderten zur NSDAP:
- 51 Prozent der Wähler von Nationaler Wirtschaftsblock und Landbund (Schoberblock)
- 39 Prozent der Wähler des Heimatblocks
- 25 Prozent der Wähler der Christlichsozialen Partei
- 01 Prozent der Wähler der Sozialdemokratischen Arbeiterpartei
- 25 Prozent der Nichtwähler